# Divisaderos
Divisaderos es un pueblo mexicano ubicado en el este del estado de Sonora, en la zona alta de la Sierra Madre Occidental. El pueblo es la cabecera municipal y la localidad más habitada del homónimo municipio de Divisaderos. Según los datos del Censo de Población y Vivienda realizado en 2020 por el Instituto Nacional de Estadística y Geografía (INEGI), tiene un total de 753 habitantes.

## Geografía
Divisaderose se sitúa en las coordenadas geográficas 26°36'51" de latitud norte y 109°28'14" de longitud oeste del meridiano de Greenwich, a una elevación de 682 metros sobre el nivel del mar.

### Clima
| Parámetros climáticos promedio de Divisaderos, Sonora (1951-2010)               | Parámetros climáticos promedio de Divisaderos, Sonora (1951-2010) | Parámetros climáticos promedio de Divisaderos, Sonora (1951-2010) | Parámetros climáticos promedio de Divisaderos, Sonora (1951-2010) | Parámetros climáticos promedio de Divisaderos, Sonora (1951-2010) | Parámetros climáticos promedio de Divisaderos, Sonora (1951-2010) | Parámetros climáticos promedio de Divisaderos, Sonora (1951-2010) | Parámetros climáticos promedio de Divisaderos, Sonora (1951-2010) | Parámetros climáticos promedio de Divisaderos, Sonora (1951-2010) | Parámetros climáticos promedio de Divisaderos, Sonora (1951-2010) | Parámetros climáticos promedio de Divisaderos, Sonora (1951-2010) | Parámetros climáticos promedio de Divisaderos, Sonora (1951-2010) | Parámetros climáticos promedio de Divisaderos, Sonora (1951-2010) | Parámetros climáticos promedio de Divisaderos, Sonora (1951-2010) |
| Mes                                                                             | Ene.                                                              | Feb.                                                              | Mar.                                                              | Abr.                                                              | May.                                                              | Jun.                                                              | Jul.                                                              | Ago.                                                              | Sep.                                                              | Oct.                                                              | Nov.                                                              | Dic.                                                              | Anual                                                             |
| ------------------------------------------------------------------------------- | ----------------------------------------------------------------- | ----------------------------------------------------------------- | ----------------------------------------------------------------- | ----------------------------------------------------------------- | ----------------------------------------------------------------- | ----------------------------------------------------------------- | ----------------------------------------------------------------- | ----------------------------------------------------------------- | ----------------------------------------------------------------- | ----------------------------------------------------------------- | ----------------------------------------------------------------- | ----------------------------------------------------------------- | ----------------------------------------------------------------- |
| Temp. máx. abs. (°C)                                                            | 30.0                                                              | 36.0                                                              | 39.0                                                              | 40.0                                                              | 45.0                                                              | 46.0                                                              | 46.0                                                              | 46.0                                                              | 44.0                                                              | 43.0                                                              | 37.0                                                              | 34.5                                                              | 46.0                                                              |
| Temp. máx. media (°C)                                                           | 21.0                                                              | 23.2                                                              | 28.5                                                              | 31.6                                                              | 36.0                                                              | 38.6                                                              | 38.0                                                              | 36.5                                                              | 36.1                                                              | 32.2                                                              | 25.7                                                              | 20.5                                                              | 30.7                                                              |
| Temp. media (°C)                                                                | 12.5                                                              | 14.0                                                              | 17.4                                                              | 20.6                                                              | 24.5                                                              | 28.3                                                              | 29.1                                                              | 28.0                                                              | 27.6                                                              | 23.2                                                              | 16.7                                                              | 12.2                                                              | 21.2                                                              |
| Temp. mín. media (°C)                                                           | 4.1                                                               | 4.7                                                               | 6.5                                                               | 9.5                                                               | 12.8                                                              | 18.1                                                              | 20.2                                                              | 19.7                                                              | 18.9                                                              | 14.6                                                              | 8.0                                                               | 4.1                                                               | 11.8                                                              |
| Temp. mín. abs. (°C)                                                            | -4.5                                                              | -2.0                                                              | 0.0                                                               | 0.0                                                               | 0.0                                                               | 7.0                                                               | 7.0                                                               | 7.0                                                               | 7.0                                                               | 6.0                                                               | -4.0                                                              | -4.0                                                              | -4.5                                                              |
| Precipitación total (mm)                                                        | 26.4                                                              | 23.0                                                              | 11.2                                                              | 18.7                                                              | 6.4                                                               | 20.8                                                              | 162.1                                                             | 94.6                                                              | 47.6                                                              | 21.8                                                              | 18.0                                                              | 41.5                                                              | 492.1                                                             |
| Días de precipitaciones (≥ 0.1 mm)                                              | 2.4                                                               | 1.9                                                               | 1.2                                                               | 1.4                                                               | 0.5                                                               | 1.4                                                               | 9.0                                                               | 7.1                                                               | 3.2                                                               | 1.8                                                               | 1.6                                                               | 2.7                                                               | 34.2                                                              |
| Fuente: Servicio Meteorológico Nacional. Actualizado el 6 de diciembre de 2016. |                                                                   |                                                                   |                                                                   |                                                                   |                                                                   |                                                                   |                                                                   |                                                                   |                                                                   |                                                                   |                                                                   |                                                                   |                                                                   |

## Cultura

### Sitios de interés
- Iglesia patronal.

### Fiestas
Fiestas civiles
- Aniversario de la Independencia de México: 16 de septiembre.
- Aniversario de la Revolución mexicana: El 20 de noviembre.

Fiestas religiosas
- Semana Santa: jueves y viernes Santos.
- Día de la Santa Cruz: 3 de mayo.
- Fiesta en honor de la Virgen de Guadalupe: 12 de diciembre.
- Día de Muertos: 2 de noviembre.
- Fiesta patronal en honor de Nuestra Señora del Carmen: 16 de julio.

## Personas destacadas
- Rafael Acuña Griego, presidente del Supremo Tribunal de Justicia del Estado de Sonora en 2021.